# Élections à la Chambre des conseillers du Japon de 2025
Les élections à la Chambre des conseillers du Japon de 2025 (第27回参議院議員通常選挙, dai-nijūnana-kai Sangiin giin tsūjō senkyo, littéralement « 27es élections régulières des membres de la Chambre des conseillers ») ont lieu le 20 juillet 2025 afin de renouveler 124 des 248 sièges de la Chambre des conseillers du Japon.
Le scrutin intervient dans un contexte d'affaiblissement prolongé du Parti libéral-démocrate (PLD) du Premier ministre Shigeru Ishiba, qui fait notamment face à la concurrence sur sa gauche du Parti démocrate du peuple (PDP) mené par Yūichirō Tamaki et du Parti démocrate constitutionnel (PDC) mené par Yoshihiko Noda, ainsi que du Sanseitō de Sōhei Kamiya sur sa droite.
Les élections sont une défaite pour le PLD, qui essuie un nouveau recul et perd même la majorité absolue qu'il détenait en coalition avec son allié, le Kōmeitō, tandis que le PDP et le Sanseitō connaissent une nette progression. Affaibli, Shigeru Ishiba fait face à des appels à se retirer au sein même de son parti, mais décide de se maintenir.

## Contexte

### Précédentes élections

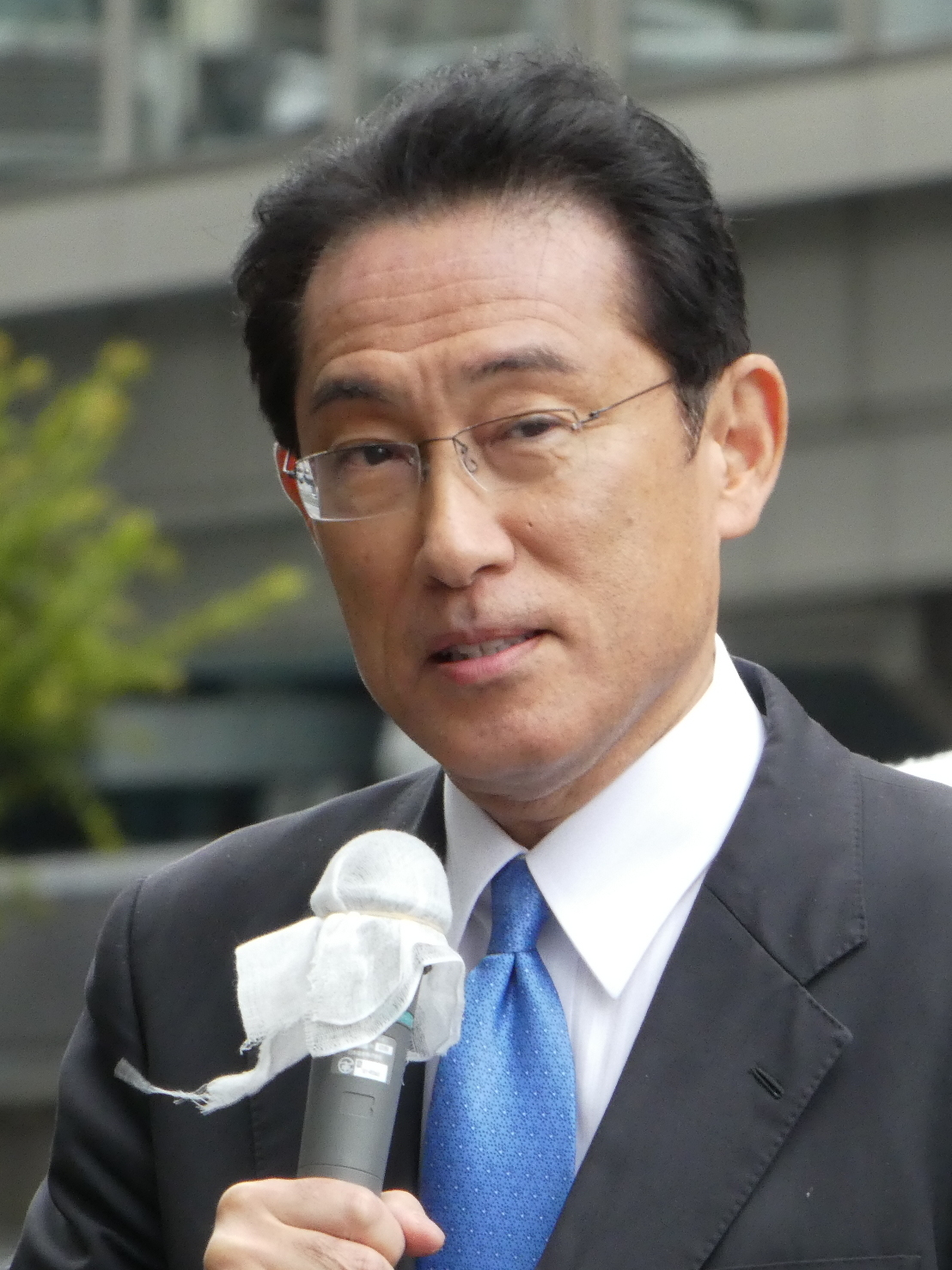
Fumio Kishida

Organisées dans le contexte de l'assassinat par balles de l'ancien chef du gouvernement Shinzō Abe lors d'un meeting à Nara, les élections de juillet 2022 voient le Parti libéral-démocrate (PLD) du Premier ministre Fumio Kishida conserver sa majorité relative. Le gouvernement continue également de bénéficier du soutien de son allié, le Kōmeitō, avec lequel il garde la majorité absolue à la chambre.
Le PLD reste cependant affaibli politiquement, un an après sa victoire en demi teinte aux élections législatives d'octobre 2021 qui avait permis au Parti libéral-démocrate de conserver la majorité absolue à la chambre basse, sans compter le soutien du Kōmeitō. Malgré le maintien au pouvoir du PLD, la perte de plusieurs dizaines de sièges lors des législatives est perçue comme un avertissement pour Kishida, dont la faible popularité aurait participé au recul de sa formation politique. Les élections de 2021 et 2022 sont  également toutes deux marquées par la montée du Parti japonais de l'innovation, situé dans l'opposition.

### Remplacement de Fumio Kishida par Shigeru Ishiba

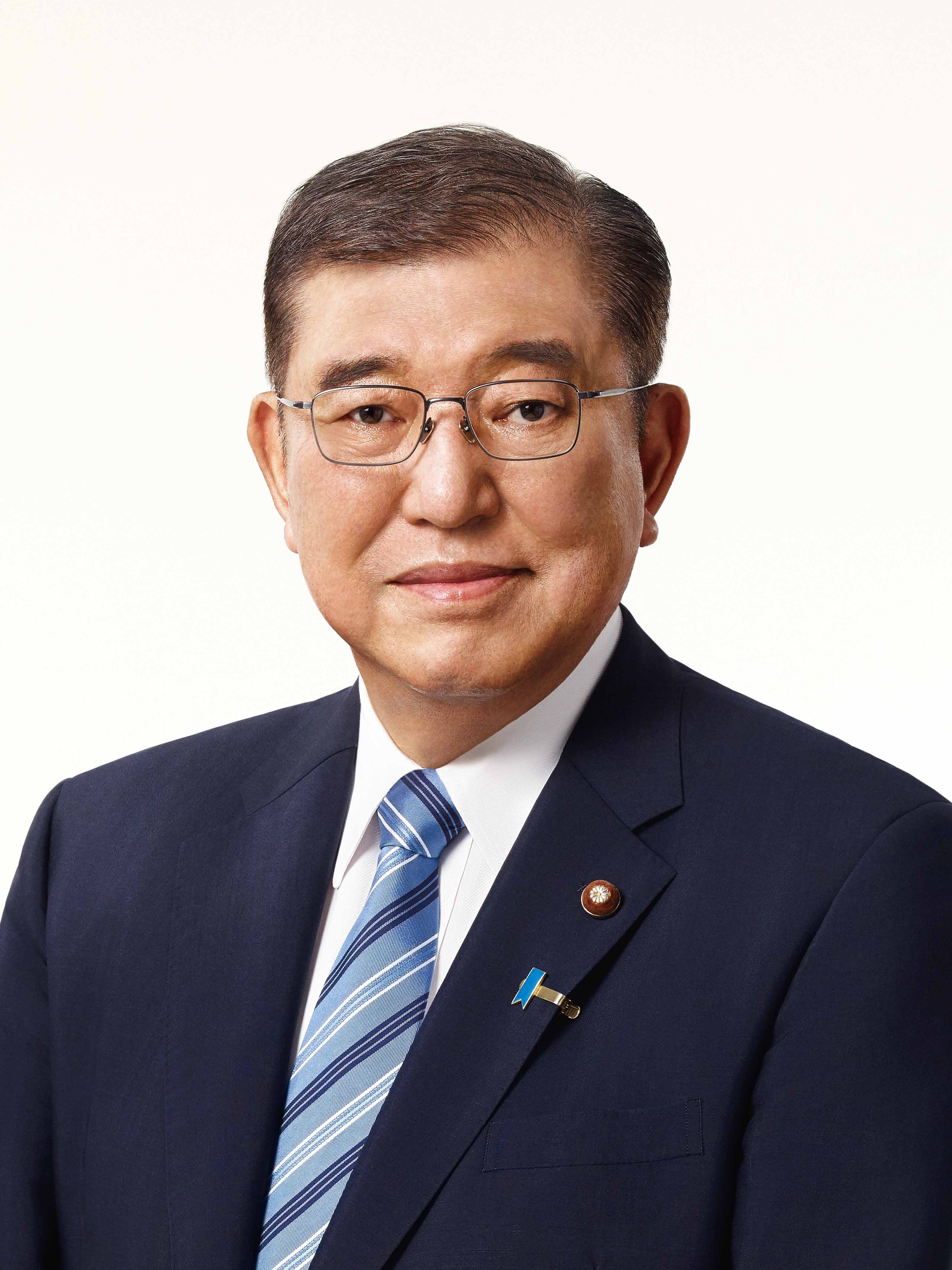
Shigeru Ishiba

Le Parti libéral-démocrate est touché par un important scandale financier. En novembre 2023, plusieurs factions de l'aile conservatrice — Seiwa Seisaku Kenkyūkai, Kōchikai et Shisuikai — du parti sont mises en cause pour le détournement de plus de 600 millions de yen de fonds de campagne vers des caisses noires illicites.
Le scandale redouble en intensité début décembre lorsque Fumio Kishida est interrogé à la chambre à ce sujet  par l'opposition. Le Premier ministre se retrouve contraint le 13 décembre de destituer le ministre de l'Économie, du Commerce et de l'Industrie Yasutoshi Nishimura, le ministre de l'Intérieur et des Communications Junji Suzuki, et le ministre de l'Agriculture, des Forêts et de la Pêche Ichiro Miyashita ainsi que le Secrétaire général du Cabinet Hirokazu Matsuno et le vice-ministre de la Défense Hiroyuki Miyazawa. Le PLD fait face le même jour à une motion de censure déposée par le Parti démocrate constitutionnel (PDC). Si elle s'avère infructueuse, elle permet à l'opposition de renouveler de vives attaques contre le PLD, accusé d'être incapable de faire face à la corruption dans ses rangs,,.
Bien que toujours pressenti pour briguer un deuxième mandat à la présidence du Parti libéral-démocrate, Fumio Kishida annonce le 14 août 2024 son intention de ne pas concourir à l'élection prévue pour le mois de septembre suivant. Face à huit autres concurrents, Shigeru Ishiba est élu président du Parti libéral-démocrate le 27 septembre suivant et lui succède comme Premier ministre le 1er octobre,. Il promeut une politique économique fondée sur le développement régional et le maintien d'une politique étrangère fondée sur le renforcement des capacités de défense du Japon ainsi que le rapprochement avec les États-Unis et la Corée du Sud. Il annonce dans la foulée la tenue d'élections législatives anticipées pour le 27 octobre.
Le nouveau Premier ministre tente de répondre au scandale récent en s’excusant pour son parti et en promettant des réformes en matière de lutte contre la corruption. Le PLD subit cependant une importante perte de popularité, tandis que plusieurs députés du PLD quittent le parti pour se présenter aux élections en tant qu'indépendants, reprochant à Ishida de se servir du scandale pour évincer les anciens soutiens de Shinzo Abe,.

### Législatives de 2024 et gouvernement minoritaire
Les élections législatives d'octobre 2024  constituent un important revers pour le PLD et Shigeru Ishiba. Affaibli par l'affaire de la caisse noire ayant touché plusieurs de ses membres, par la forte hausse de l'inflation ainsi que la révélation de ses liens avec la secte Moon lors de l'enquête sur l'assassinat de Shinzō Abe, il perd la majorité absolue des sièges qu'il détenait à la chambre basse. Au soir du vote, le Premier ministre reconnait que son parti à « reçu un jugement sévère »,. Alors que le PLD avait pu compter par le passé sur son allié, le Kōmeitō, pour conserver la majorité, celui-ci recule également. Le gouvernement sortant se retrouve ainsi privé de la majorité à la Chambre, même en comptant sur les membres du PLD atteints par le scandale financier, élus en tant qu'indépendants. Il s'agit d'une lourde défaite pour Shigeru Ishiba, qui tablait sur ces élections anticipées pour légitimer son accession au pouvoir,.
Pour la première fois depuis 2009, l'opposition se retrouve en mesure de former un gouvernement. Celle-ci est cependant divisée entre plusieurs formations dont le Parti démocrate constitutionnel (PDC) et le Parti démocrate du peuple (PDP), arrivés respectivement deuxième et troisième du scrutin,. Tablant sur le manque d'unité de l'opposition, Ishiba décide néanmoins de se maintenir à la tête d'un gouvernement minoritaire.

### Montée des partis ultra-conservateurs

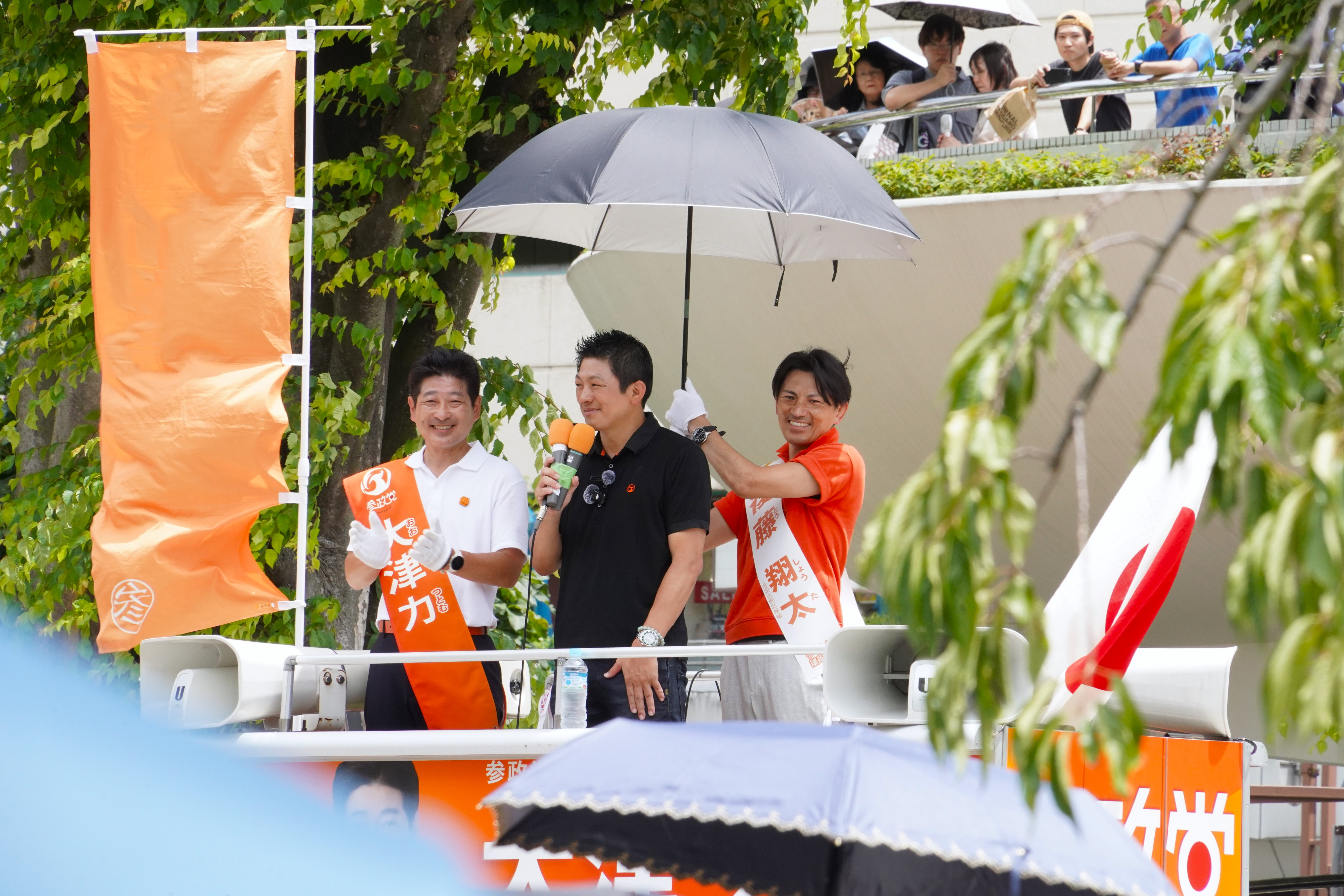
Sōhei Kamiya en campagne le 19 juillet

L'affaiblissement du PLD est exacerbé à l'approche des nouvelles élections à la Chambre des conseillers, du fait de la montée sur sa droite de plusieurs partis ultraconservateurs qui lui font concurrence en portant une ligne nationaliste, populiste et anti-immigrationniste. Ces derniers parviennent à faire de l'immigration un enjeu majeur de la campagne électorale. Confronté au vieillissement de sa population et à l'importante baisse de sa population active qui en découle, le Japon a en effet de plus en plus recours à l'accueil de travailleurs étrangers. Ces derniers atteignent 3,5 millions en 2024, soit 2,8 % de la population, un record sur un archipel réputé pour son faible taux d'immigration.
Cette montée est plus particulièrement incarnée par le dirigeant du Sanseitō, Sōhei Kamiya, qui fait campagne sur le thème du « problème des étrangers », la comparaison avec la politique migratoire de l'Union européenne jugée « incontrôlée », ainsi que la mise en avant d'une « préférence nationale » sous le slogan « Les Japonais d'abord ! ». Son discours xénophobe touche une partie de l'électorat, qui estime normal « d'exiger que les immigrés respectent nos règles et que nous, les Japonais, bénéficiions d'une discrimination positive par rapport à eux. »,.

## Système électoral

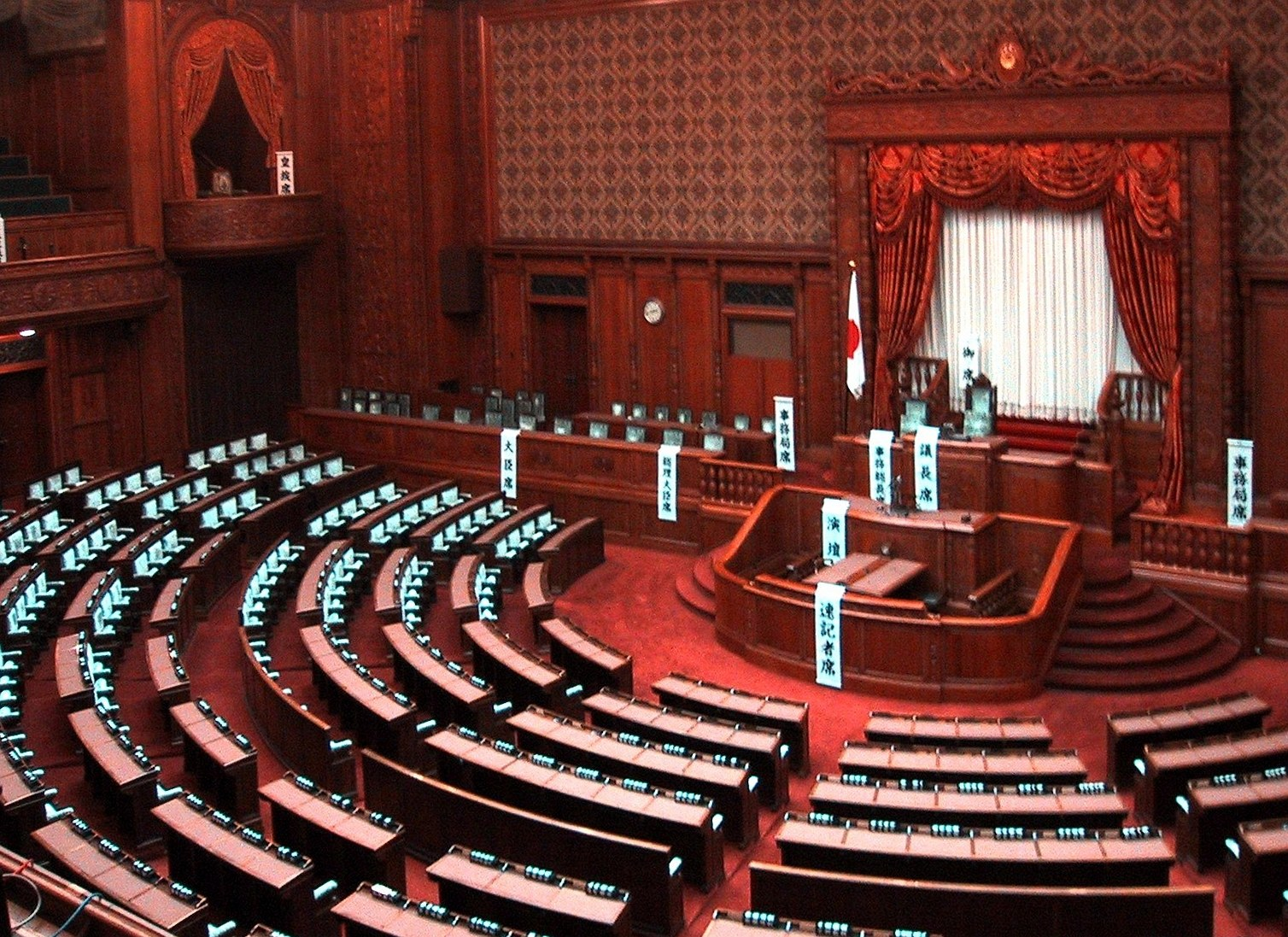
Intérieur de la Chambre

Le Japon est doté d'un parlement bicaméral appelé Diète dont la Chambre des conseillers est la chambre haute.
Celle-ci se compose de 248 sièges renouvelés par moitié tous les trois ans, pour des mandats de six ans, soit 124 sièges pourvus à chaque élections selon un système de scrutin parallèle. 74 sièges le sont à la majorité simple, dont 33 sièges au scrutin uninominal majoritaire à un tour dans autant de circonscriptions électorales, et 41 au vote unique non transférable dans treize circonscriptions de deux à cinq sièges chacune. Les circonscriptions utilisées correspondent aux préfecture du pays, à l'exception de deux regroupements de deux préfectures chacun, créés en 2015.
Enfin, les 50 sièges restant sont pourvus au scrutin proportionnel plurinominal de liste dans une unique circonscription nationale, répartis selon la méthode d'Hondt. Les électeurs ont la possibilité d'effectuer un vote préférentiel pour l'un des candidats de la liste pour laquelle ils votent, afin de faire monter sa place dans celle-ci.
Le total de sièges de la chambre était de 242 avant un amendement de la loi électorale voté en juillet 2018, qui a échelonnée une augmentation progressive à 248 sièges. Les renouvellements de 2019 et de 2022 se sont ainsi vu chacun attribuer trois sièges supplémentaires à pourvoir, pour 124 en tout. La Chambre de 2019 a ainsi été exceptionnellement composée d'un total de 245 sièges jusqu'aux élections suivantes, celles de 2022 ayant achevée la transition. Les élections de 2025 devaient donc être les premières depuis la réforme à concerner un nombre égal de sièges sortants et à pourvoir. Elles concernent finalement 125 sièges, l'un de ceux pourvus en 2022 au scrutin majoritaire étant devenus vacant, une élection partielle est exceptionnellement organisé simultanément, pour un mandat de trois ans au lieu de six.

## Forces en présences
| Parti | Parti                           | Idéologie | Chef de file       | Résultats en 2022           |
| ----- | ------------------------------- | --- | ------------------ | --------------------------- |
|       | Parti libéral-démocrate         | Centre droit à droite National-conservatisme, nationalisme japonais, libéralisme économique, conservatisme sociétal | Shigeru Ishiba     | 34,43 % des voix 119 sièges |
|       | Parti japonais de l'innovation  | Centre droit à droite Conservatisme, nationalisme japonais, libéralisme économique, néolibéralisme                  | Hirofumi Yoshimura | 14,80 % des voix 12 sièges  |
|       | Parti démocrate constitutionnel | Centre gauche Social-libéralisme, pacifisme, démocratie directe                                                     | Yoshihiko Noda     | 12,77 % des voix 39 sièges  |
|       | Kōmeitō                         | Centre et centre droit Conservatisme, bouddhisme                                                                    | Tetsuo Saito       | 11,66 % des voix 27 sièges  |
|       | Parti communiste                | Gauche Socialisme démocratique, communisme, socialisme scientifique, pacifisme                                      | Tomoko Tamura      | 6,82 % des voix 11 sièges   |
|       | Parti démocrate du peuple       | Centre droit Social-libéralisme, réformisme, pacifisme, souverainisme                                               | Yūichirō Tamaki    | 5,96 % des voix 10 sièges   |
|       | Sanseitō                        | Extrême droite Populisme de droite, Opposition à l'immigration                                                      | Sōhei Kamiya       | 3,33 % des voix 1 siège     |

## Résultats
|                           |                                 |                 |                 |                 |                  |                  |                  |             |               |        |             |               |  |  |  |  |  |  |  |
| Partis                    | Partis                          | Proportionnelle | Proportionnelle | Proportionnelle | Circonscriptions | Circonscriptions | Circonscriptions | Sièges      | Sièges        | Sièges | Sièges      | Sièges        |  |  |  |  |  |  |  |
| Partis                    | Partis                          | Voix            | %               | Sièges          | Voix             | %                | Sièges           | Total avant | Pas en lice   | Élus   | Total après | +/-           |  |  |  |  |  |  |  |
|                           | Parti libéral-démocrate         | 12 808 307      | 21,64           | 12              | 14 470 017       | 24,46            | 27               | 114         | 62            | 39     | 101         | 13            |  |  |  |  |  |  |  |
|                           | Parti démocrate du peuple       | 7 620 493       | 12,88           | 7               | 7 180 653        | 12,14            | 10               | 9           | 5             | 17     | 22          | 13            |  |  |  |  |  |  |  |
|                           | Sanseitō                        | 7 425 054       | 12,55           | 7               | 9 264 284        | 15,66            | 7                | 1           | 1             | 14     | 15          | 14            |  |  |  |  |  |  |  |
|                           | Parti démocrate constitutionnel | 7 397 456       | 12,50           | 7               | 9 119 656        | 15,42            | 15               | 38          | 16            | 22     | 38          | en stagnation |  |  |  |  |  |  |  |
|                           | Kōmeitō                         | 5 210 569       | 8,80            | 4               | 3 175 791        | 5,37             | 4                | 27          | 13            | 8      | 21          | 6             |  |  |  |  |  |  |  |
|                           | Parti japonais de l'innovation  | 4 375 927       | 7,39            | 4               | 3 451 834        | 5,84             | 3                | 18          | 12            | 7      | 19          | 1             |  |  |  |  |  |  |  |
|                           | Reiwa Shinsengumi               | 3 879 914       | 6,56            | 3               | 1 881 606        | 3,18             | 0                | 5           | 3             | 3      | 6           | 1             |  |  |  |  |  |  |  |
|                           | Parti conservateur              | 2 982 093       | 5,04            | 2               | 652 266          | 1,10             | 0                | 0           | 0             | 2      | 2           | Nv            |  |  |  |  |  |  |  |
|                           | Parti communiste japonais       | 2 864 738       | 4,84            | 2               | 2 831 672        | 4,79             | 1                | 11          | 4             | 3      | 7           | 4             |  |  |  |  |  |  |  |
|                           | Team Mirai                      | 1 517 890       | 2,56            | 1               | 956 674          | 1,62             | 0                | 0           | 0             | 1      | 1           | Nv            |  |  |  |  |  |  |  |
|                           | Parti social-démocrate          | 1 217 823       | 2,06            | 1               | 302 775          | 0,51             | 0                | 2           | 1             | 1      | 2           | en stagnation |  |  |  |  |  |  |  |
|                           | Minna de tsukuru tō             | 682 626         | 1,15            | 0               | 740 740          | 1,25             | 0                | 2           | 1             | 0      | 1           | 1             |  |  |  |  |  |  |  |
|                           | Voix vers la guérison           | 524 788         | 0,89            | 0               | 128 746          | 0,22             | 0                | 0           | 0             | 0      | 0           | Nv            |  |  |  |  |  |  |  |
|                           | Japon Seishinkai                | 333 263         | 0,56            | 0               | 223 067          | 0,38             | 0                | 0           | 0             | 0      | 0           | Nv            |  |  |  |  |  |  |  |
|                           | Coalition des indépendants      | 289 222         | 0,49            | 0               | 341 437          | 0,58             | 0                | 0           | 0             | 0      | 0           | Nv            |  |  |  |  |  |  |  |
|                           | Parti de la réforme             | 55 232          | 0,09            | 0               | 74 274           | 0,13             | 0                | 0           | 0             | 0      | 0           | Nv            |  |  |  |  |  |  |  |
|                           | Genzei Nippon                   |                 |                 |                 | 254 938          | 0,43             | 0                | 0           | 0             | 0      | 0           | Nv            |  |  |  |  |  |  |  |
|                           | Autres partis                   | 173 414         | 0,29            | 0               | 0                | 0                | 0                | 0           | en stagnation |        |             |               |  |  |  |  |  |  |  |
|                           | Indépendants                    | 3 923 802       | 6,63            | 8               | 12               | 5                | 8                | 13          | 1             |        |             |               |  |  |  |  |  |  |  |
|                           |                                 |                 |                 |                 |                  |                  |                  |             |               |        |             |               |  |  |  |  |  |  |  |
| Suffrages exprimés        | Suffrages exprimés              | 59 185 395      | 97,65           |                 | 59 153 646       | 97,59            |                  |             |               |        |             |               |  |  |  |  |  |  |  |
| Votes blancs et invalides | Votes blancs et invalides       | 1 422 497       | 2,35            | 1 460 129       | 2,41             |                  |                  |             |               |        |             |               |  |  |  |  |  |  |  |
| Total                     | Total                           | 60 608 232      | 100             | 50              | 60 613 775       | 100              | 75               | 248         | 123           | 125    | 248         | en stagnation |  |  |  |  |  |  |  |
| Abstentions               | Abstentions                     | 42 983 574      | 41,49           |                 | 42 978 031       | 41,49            |                  |             |               |        |             |               |  |  |  |  |  |  |  |
| Inscrits / participation  | Inscrits / participation        | 103 591 806     | 58,51           | 103 591 806     | 58,51            |                  |                  |             |               |        |             |               |  |  |  |  |  |  |  |

## Analyse et conséquences

Parti arrivé en tête par circonscription

Les élections sont un nouveau revers pour la coalition au pouvoir. Le Parti libéral-démocrate (PLD) et le Kōmeitō essuient tout deux une nouvelle baisse, au point de perdre la majorité absolue qu'ils détenaient jusqu'alors. C'est non seulement la première fois dans l'histoire du PLD que celui-ci ne dispose du contrôle d'aucune des deux chambres composant la Diète, mais également, avec 21 % des voix, son résultat le plus bas jamais atteint à un scrutin national. La défaite est sévère pour le Premier ministre Shigeru Ishiba, qui déclare dans la soirée « accepter humblement et sincèrement le résultat », tout en excluant de démissionner en affirmant avoir « des responsabilités à assumer pour la nation, comme les mesures de prévention des catastrophes, le développement régional et la lutte contre le déclin démographique. ». La défaite de son parti rend néanmoins plus incertaine encore son maintien au pouvoir. Ishiba fait ainsi face dès le soir du scrutin à des appels à la démission de la part de membres du PLD menés par l'ancien Premier ministre Tarō Asō. S'il peut espérer se maintenir à la tête de son gouvernement minoritaire, sa mise en minorité à la chambre haute le condamne désormais à devoir négocier les budgets et les projets de loi au cas par cas dans les deux chambres, dont notamment son projet d'importante coupe dans les dépenses publiques,.
Comme attendu dans les sondages, le scrutin voit la progression des partis d'opposition, dont notamment le Parti démocrate du peuple (PDP) mené par Yūichirō Tamaki, et le Sanseitō de Sōhei Kamiya. L'opposition réussit ainsi à rassembler les voix d'un électorat de plus en plus critique du gouvernement, jugé inactif face au malaise économique croissant dans l'archipel. Confrontés à une montée de l'inflation et du coût de la vie, due notamment à une importante dépréciation du Yen qui profite en revanche aux secteurs industriels et agricoles, les Japonais auraient fait payer au PLD ses liens avec les lobbys de ces secteurs, suspectés d'être responsables de son inaction,. 
Avec 42 femmes élues sur 152 candidates, soit respectivement 33,6 % et 29,1 % du total des élus et des candidats, les élections battent le records de femmes élues à la chambre des conseillers.
À l'international, les résultats des élections affaiblissent le Japon dans ses négociations avec les États-Unis dans le contexte de la mise en place de tarifs douaniers par le président Donald Trump. Le Japon s'apprêtait alors à des concessions envers ce dernier afin d'éviter la mise en place de tarifs de 25 % sur ses exportations, prévue le 1er août, tout en temporisant afin de ne pas céder au cours de la campagne électorale. La défaite du gouvernement affaiblit ainsi sa position dans les négociations, et donc sa capacité à conclure un accord plus favorable,. L'accord, conclu le 22 juillet, abaisse finalement les droits de douane à 15 %, en échange d'investissements massifs japonais aux États-Unis. La nouvelle est accueillie avec soulagement par le secteur automobile japonais, qui totalise 8 % des emplois au Japon. Après avoir vu leur ventes chuter de 25 % aux États-Unis après la mise en place des tarifs en mai, les entreprises japonaises connaissent une envolée de leur cours en bourse à l'annonce de l'accord,.